# Zombie Hitlers hævn
|  | Denne artikel er oprettet af botten Steenthbot ud fra en ekstern database. Den kan derfor have sproglige fejl eller mangler. Denne skabelon kan fjernes efter kontrol af indholdet. |

Zombie Hitlers hævn er en dansk kortfilm fra 2010 instrueret af Alexander Østergaard.

## Handling
Max og Jan forsøger at lave en film, men de kan ikke blive enige om hvad det skal være for en film.